# Centralnosudanski jezici
Centralnosudanski jezici,  skupina od (65) nilsko-saharskih jezika raširenih po državama Demokratska Republika Kongo, Čad, Srednjoafrička Republika, Uganda i Sudan. Dijele se na: 
a) istok (22): 
a1. Lendu (3) Demokratska Republika Kongo: bendi, lendu, ngiti;
a2. Mangbetu (3): asoa, lombi, mangbetu;
a3. Mangbutu-Efe (6): efe, lese, mamvu, mangbutu, mvuba, ndo;
a4. Moru-Madi (10): 
a. Centralni (6): aringa, avokaya, keliko, logo, lugbara, omi;
b. sjeverni/Northern (1):  moru;
c. južni/Southern (3): južni ma'di, ma'di, olu'bo;
b) zapad  (43) Čad, Srednjoafrička Republika, Sudan: 
b1. Bongo-Bagirmi (41): 
a. Bongo-Baka (8):
a1. Baka (1): baka;
a2. Bongo (1): bongo;
a3. Morokodo-Beli (6):
a. jur modo;
b. beli;
c. Morokodo-Mo'da (3): mo'da, morokodo, nyamusa-molo;
d. mittu;
b. Kara (3): furu, gula (kara jezik), yulu.
c. Sara-Bagirmi (29):
c1. Bagirmi (8): bagirmi, berakou, bernde, disa, gula (bagirmi jezik), jaya, kenga, naba;
c2. birri;
c3. fongoro;
c4. Sara (19):
a. Sara vlastiti (17): 
bedjond,
dagba,
gor,
gulay,
horo,
kaba,
laka,
mango,
mbay,
ngam,
ngambay,
sar,
Sara Kaba (5): kaba deme, kaba na, kulfa, sara dunjo, sara kaba,
b. Vale (2): lutos, vale;
d. Sinyar (1): sinyar;
b2.  Kresh (2) Sudan: aja, gbaya.

## Vanjske poveznice
- Ethnologue (14th)
- Ethnologue (15th)